# 平和祈念展示資料館
平和祈念展示資料館（へいわきねんてんじしりょうかん）は、東京都新宿区にある総務省委託の資料館。愛称は「帰還者たちの記憶ミュージアム」。日中戦争や太平洋戦争の体験者やシベリア抑留などの戦後強制抑留者の証言や資料を展示している。入館は無料。館長は増田弘。

## 概要

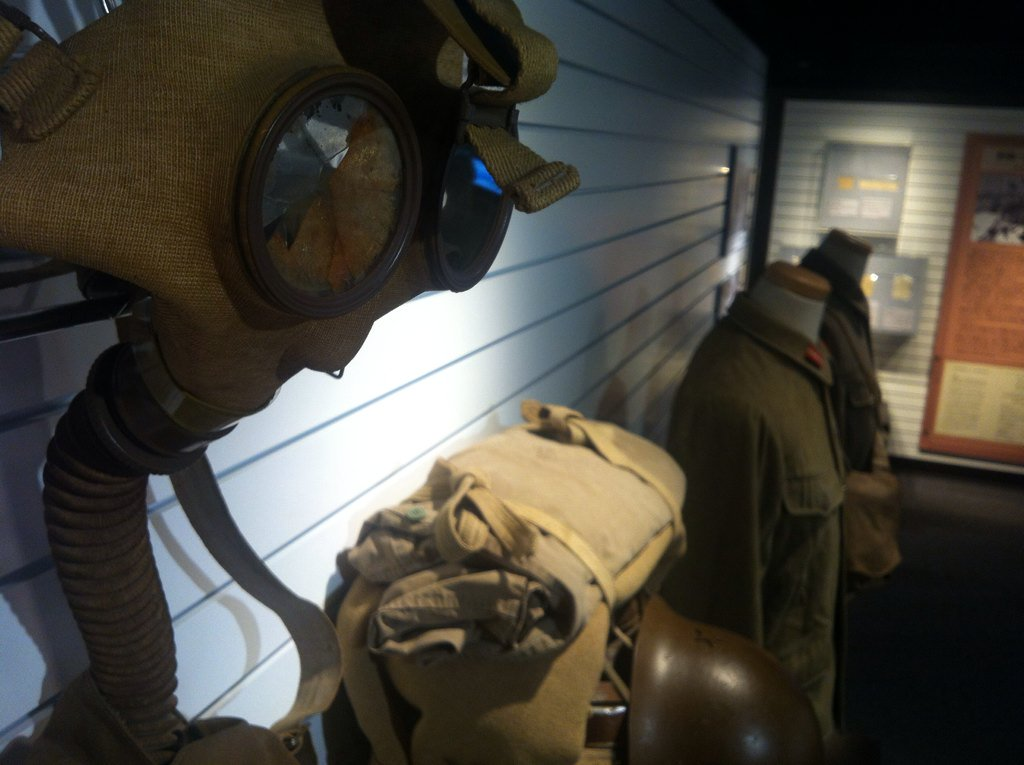
館内の展示

第二次世界大戦後の海外からの引揚者や強制抑留者など、関係者の証言や資料を常設展示している。館内では、企画展やビデオ放映、関連書籍を閲覧できるコーナーがあり、資料を有効活用して館外活動も展開している。

## 沿革

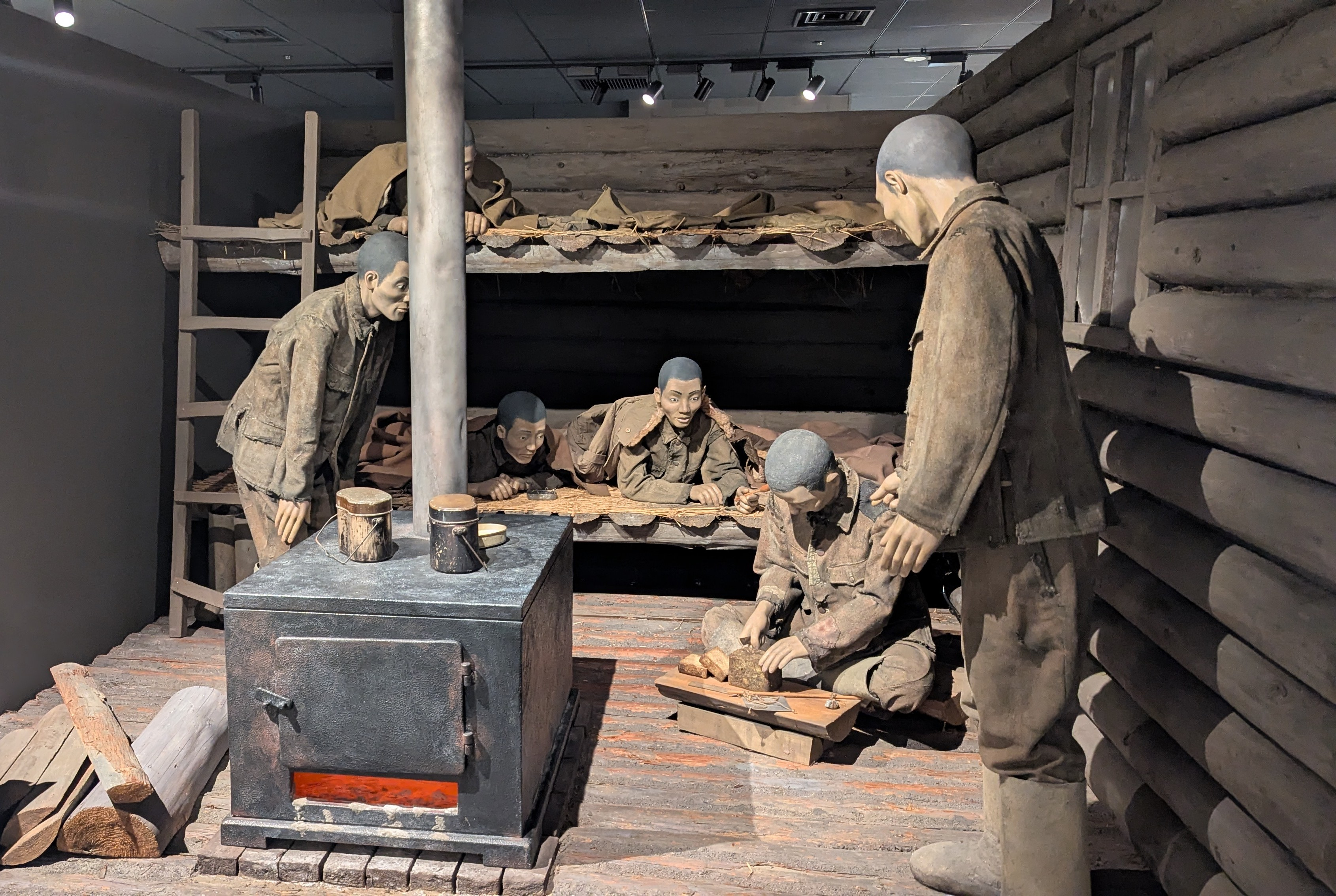
シベリア抑留者の食事分配の様子を再現したジオラマ

*2000年11月30日 平和祈念事業特別基金により新宿住友ビル31階に資料館開館。
- 2007年11月 後に同ビル48階に移転[1]。
- 2010年10月 平和祈念事業特別基金から総務省に移管[1]。
- 2018年3月 新宿住友ビル33階に移転[5]。
- 2024年7月 愛称を「帰還者たちの記憶ミュージアム」と制定。

## 交通
- 都営地下鉄大江戸線都庁前駅より徒歩 約1分[2]
- 東京メトロ丸ノ内線西新宿駅より徒歩 約5分[2]
- JR東日本・小田急線・京王線新宿駅西口より徒歩 約10分[2]